# 聂春玉
聂春玉（1955年7月—），男，山西侯马人，中华人民共和国政治人物。

## 生平
聂春玉毕业于阜新矿业学院地测系。2001年，担任山西省人民政府改革与发展研究中心主任。2004年，担任中共吕梁市委副书记、市长。2006年，升任中共吕梁市委书记。2011年，升任中共山西省委统战部部长。2011年11月1日当选中共山西省委常委。2013年2月任省委常委、秘书长。
2014年8月23日中纪委透露聂春玉涉嫌严重违纪违法，目前正接受组织调查。2015年2月，被开除党籍、开除公职。2016年10月19日，江苏省南通市中级人民法院宣判，聂春玉累计受贿财物4458万，对聂春玉以受贿罪判处有期徒刑15年，并处没收个人财产人民币400万元；对聂春玉受贿所得财物予以追缴，上缴国库。